# Nifon al II-lea al Constantinopolului
Nifon al II-lea (în greacă Νήφων Β΄, transliterat: Nifon 2; n. secolul al XV-lea, Peloponez, Grecia – d. 11 august 1508, Mănăstirea Dionisiu, Republica Monastică de la Muntele Athos, Grecia), născut Nicolae, a fost patriarh ecumenic al Constantinopolului în trei rânduri: 1486-1488, 1497-1498 și pentru o perioadă scurtă de timp în 1502. El este cinstit ca sfânt în Biserica Ortodoxă, iar ziua lui de prăznuire este 11 august.

## Biografie

### Începuturile vieții monahale
S-a născut la începutul secolului al XV-lea în peninsula Peloponez din sudul Greciei, într-o familie mixtă: mama lui era o femei nobilă greacă și tatăl lui era albanez. A fost botezat cu numele Nicolae. A primit o educație solidă și a fost atras de studiul Bibliei și al scrierilor patristice. Nicolae a intrat încă de tânăr în viața monahală la Epidaur, sub ascultarea duhovnicului Antonie, luând numele monahal de Nifon. S-a ocupat cu caligrafia și cu copierea de manuscrise.
După moartea părintelui său spiritual, a devenit ucenic al călugărului Zaharia, venit de la Muntele Athos. Constantinopolul a fost ocupat de turci în 1453, iar Zaharia și Nifon au fugit din calea invadatorilor și s-au stabilit în Mănăstirea Maicii Domnului din Ohrida. În urma morții episcopului local, călugărul Zaharia a fost ales arhiepiscop de Ohrid, iar Nifon a mers la Muntele Athos și, după ce a trecut pe la mai multe mănăstiri, s-a stabilit la Mănăstirea Dionisiu, unde a fost hirotonit ieromonah. A dobândit faimă în calitate de cunoscător al scripturilor biblice și de cunoscător al rânduielilor monahale.

### Patriarh al Constantinopolului
În 1482 ieromonahul Nifon a fost ales mitropolit de Salonic și a participat în această calitate la Sinodul de la Constantinopol din 1484, când au fost respinse hotărârile de unire a Bisericii Ortodoxe cu Biserica Romano-Catolică adoptate la Sinodul de la Florența din 1439 ca fiind „false și străine de Biserica Răsăritului”. După moartea patriarhului Simeon I, mitropolitul Nifon a fost ales la sfârșitul anului 1486 în funcția de patriarh de Constantinopol, fiind sprijinit de bogatul domn al Țării Românești, Vlad Călugărul, care a inaugurat, astfel, implicarea muntenilor în procesele de alegere a ierarhilor Patriarhiei Ecumenice de Constantinopol.:195 După optsprezece luni a izbucnit un scandal care a condus la înlăturarea lui Nifon. Predecesorul său, fostul patriarh Simeon I, a murit fără a lăsa în urmă un testament. Ișkender Bey, unul dintre fiii lui George Amiroutzes, principalul susținător al lui Simeon, se convertise la islamism și era la acel moment vistiernicul sultanului. El a cerut ca întreaga avere a lui Simeon, care includea, de asemenea, obiecte bisericești, să intre în vistieria sultanului. Pentru a evita acest lucru, Nifon a pretins că un nepot al defunctului patriarh era moștenitorul legitim al averii, găsind trei călugări care au depus mărturie falsă. După ce a aflat adevărul, sultanul Baiazid al II-lea a confiscat averea lui Simeon, i-a pedepsit pe clericii implicați în scandal și l-a trimis în exil pe Nifon. Patriarhul a fost exilat pe o insulă din Marea Neagră, aflată în apropiere de Sozopol, și a fost demis în primele luni ale anului 1488. Potrivit cercetătorului Steven Runciman, Nifon a fost un patriarh nesăbuit și nepotrivit.:198
În vara anului 1497 Nifon a fost ales pentru a doua oară în scaunul patriarhal cu sprijinul domnului muntean Radu cel Mare (1495-1508),:195 dar păstorirea lui a durat doar până în luna august 1498, când a fost înlocuit cu mai tânărul Ioachim I, care era sprijinit de regele Constantin al II-lea al Georgiei.:198 Nifon a fost condamnat la închisoare pe viață și exilat la Adrianopol.

### Conducător al Bisericii Țării Românești
Atât de mare era reputația lui Nifon că domnul Radu cel Mare i s-a închinat atunci când a mers să-l viziteze în închisoare. La scurt timp Radu a plătit sultanului otoman cauțiunea pentru eliberarea fostului patriarh și l-a rugat să vină în Muntenia pentru a reorganiza structura bisericească a țării. Nifon s-a mutat în Țara Românească, unde a fost primit cu căldură de clerici și laici; el a înființat episcopiile de Râmnic și Buzău, a hirotonit imediat doi episcopi și a organizat cu înțelepciune viața bisericească a țării. În 1502 Sfântul Sinod l-a ales pentru a treia oară patriarh al Constantinopolului și a trimis emisari în Țara Românească pentru a-l informa de alegerea sa, dar, cu toate acestea, Nifon a refuzat numirea și nu s-a mai întors la Constantinopol.
Între 1503 și 1505 Nifon a condus Mitropolia Ungrovlahiei, cu sediul la Curtea de Argeș, până când a intrat în conflict cu domnul Țării Românești. Conflictul s-a iscat din cauza faptului că patriarhul a refuzat cu intransigență să recunoască căsătoria surorii mai mari a lui Radu cel Mare, Calpea, cu boierul moldovean Bogdan Logofătul, care era deja căsătorit și își părăsise soția și copiii. Amenințat de Radu, Nifon a adunat poporul, a ținut un discurs și l-a excomunicat pe mire. El a proorocit că, prin încălcarea canoanelor bisericești, se vor abate nenorociri asupra Țării Românești și a conducătorului ei, a lăsat veșmintele patriarhale în altar și a părăsit biserica, refugiindu-se într-o colibă părăsită. În scopul de a evita protestele poporului, Radu a încercat să-l împace pe bătrân cu cuvinte măgulitoare, promisiuni și daruri și l-a implorat să-l ierte pe cumnatul său, dar Nifon a rămas neclintit și a plecat în Macedonia, împreună cu doi ucenici. În Macedonia a călătorit prin toate orașele și a ținut predici misionare. S-a întors apoi la Muntele Athos, mai întâi la Mănăstirea Vatopedu și pe urmă la Mănăstirea Dionisiu, nefiind recunoscut inițial de călugări care au crezut că-i un simplu cioban.

### Moartea
Nifon a murit în Mănăstirea Dionisiu de la Muntele Athos în anul 1508, la vârsta de aproximativ 90 de ani. Imediat după moartea sa, el a fost cinstit ca sfânt în multe regiuni, iar Biserica Ortodoxă l-a recunoscut ca sfânt nouă ani mai târziu, în 1517, stabilind ca prăznuirea lui să aibă loc în ziua de 11 august. Moaștele lui sunt păstrate într-o raclă din Mănăstirea Dionisiu, unde există o capelă care-i este dedicată.
Tot în anul 1508 domnul Radu cel Mare s-a îmbolnăvit și a murit, iar Țara Românească a trecut printr-o perioadă de tulburări politice până la urcarea pe tron a domnului Neagoe Basarab (1512-1521). Monarhul muntean a trimis soli la Muntele Athos pentru a cere aducerea temporară în țară a raclei cu osemintele fostului patriarh. Rugămintea i-a fost îndeplinită, iar racla cu osemintele patriarhului Nifon a fost adusă în 1517 la Mănăstirea Dealu și așezată deasupra mormântului domnului Radu cel Mare ca un semn de împăcare postumă, fiind rostite, cu acest prilej, rugăciuni pentru dezlegarea de blestem. Racla cu moaștele lui Nifon a fost transportată apoi la Muntele Athos, dar, cu aprobarea călugărilor de la Mănăstirea Dionisiu, capul și o mână a fostului patriarh au rămas în Țara Românească și au fost depuse cu evlavie în biserica Mănăstirii Curtea de Argeș, ctitorită de Neagoe Basarab. Prin hotărârea Sfântului Sinod al Bisericii Ortodoxe Române, moaștele Sf. Ierarh Nifon au fost aduse la 25 octombrie 1949 în Catedrala Mitropolitană „Sfântul Dumitru” din Craiova.

## Legături externe
- Historia politica et patriarchica Constantinopoleos, Cap. X: P. Nipho, (trad. Martin Crusius, 1584)
- St Niphon the Patriarch of Constantinople of Mt Athos Icoană ortodoxă și sinaxar

| Funcții religioase          | Funcții religioase                                | Funcții religioase   |
| --------------------------- | ------------------------------------------------- | -------------------- |
| Predecesor: Simeon I        | Patriarh ecumenic al Constantinopolului 1486-1488 | Succesor: Dionisie I |
| Predecesor: Maxim al IV-lea | Patriarh ecumenic al Constantinopolului 1497-1498 | Succesor: Ioachim I  |
| Predecesor: Ioachim I       | Patriarh ecumenic al Constantinopolului 1502      | Succesor: Pahomie I  |